# 哈維高地
64°14′S 62°24′W / 64.233°S 62.400°W
哈維高地（英語：Harvey Heights）是南極洲的高地，位於帕默群島的布拉班特島中部，處於帕里山以北和馬爾皮吉冰川源頭以西，在1953年由阿根廷政府繪入地圖，以英國醫生命名。